# Hurley (Dakota del Sud)
Hurley è un centro abitato (city) degli Stati Uniti d'America, situato nella contea di Turner nello Stato del Dakota del Sud. La popolazione era di 415 persone al censimento del 2010.

## Storia
Hurley venne progettata nel 1883. Prende il nome da R. E. Hurley, un ingegnere ferroviario. Un ufficio postale è in funzione a Hurley dal 1883.

## Geografia fisica
Hurley è situata a 43°16′57″N 97°05′18″W (43.282397, -97.088463).
Secondo lo United States Census Bureau, ha un'area totale di 0,62 miglia quadrate (1,61 km²).

## Società

### Evoluzione demografica
Secondo il censimento del 2010, c'erano 415 persone.

### Etnie e minoranze straniere
Secondo il censimento del 2010, la composizione etnica della città era formata dal 97,1% di bianchi, lo 0,2% di afroamericani, l'1,0% di nativi americani, e l'1,7% di due o più etnie. Ispanici o latinos di qualunque razza erano il 2,4% della popolazione.